# Абдальазим, Рим
Рим Абдальазим (араб. ريم وائل عبد العظيم عبد العظي‎; род. 25 ноября 1992 года, Гиза, Египет) — египетская синхронистка, участница двух летних Олимпийских игр.

## Спортивная биография
Заниматься синхронным плаванием Абдельазим начала в 7 лет. Уже в 14 лет она в составе сборной Египта приняла участие в чемпионате мира в Мельбурне.
В 2008 году Абдальазим дебютировала на летних Олимпийских играх в Пекине. В соревнованиях дуэтов, партнёршей Абдальзалим являлась Далия эль-Гебали. Египетский дуэт не смог пробиться в финал, заняв в квалификационном раунде лишь 24-е место. Абдальазим приняла участие также в соревнованиях групп. Сборная Египта, набрав по итогам двух упражнений 80,833 балла, заняла 8-е место.
На летних Олимпийских играх 2012 года в Лондоне Абдальазим выступила только в командных соревнованиях. По сравнению с прошлыми играми египетская сборная сделала шаг вперёд и, опередив сборную Австралии, заняла 7-е место, набрав при этом 155,960 балла.
В 2013 году приняла участие в чемпионате мира по водным видам спорта. Египетская спортсменка выступила в сольных соревнованиях. И в технической, и в произвольной программах Абдельзалим не смогла пробиться в финал, заняв 19-е и 20-е место в предварительных раундах.

## Личная жизнь
- Мать Рим Абдельазим — Доаа Абдельазим — бывшая пловчиха, участница чемпионата мира по плаванию.
- Окончила университет Линдевуд в Сент-Чарльзе, Миссури.